# 鐘楼 (サンマルコ広場)

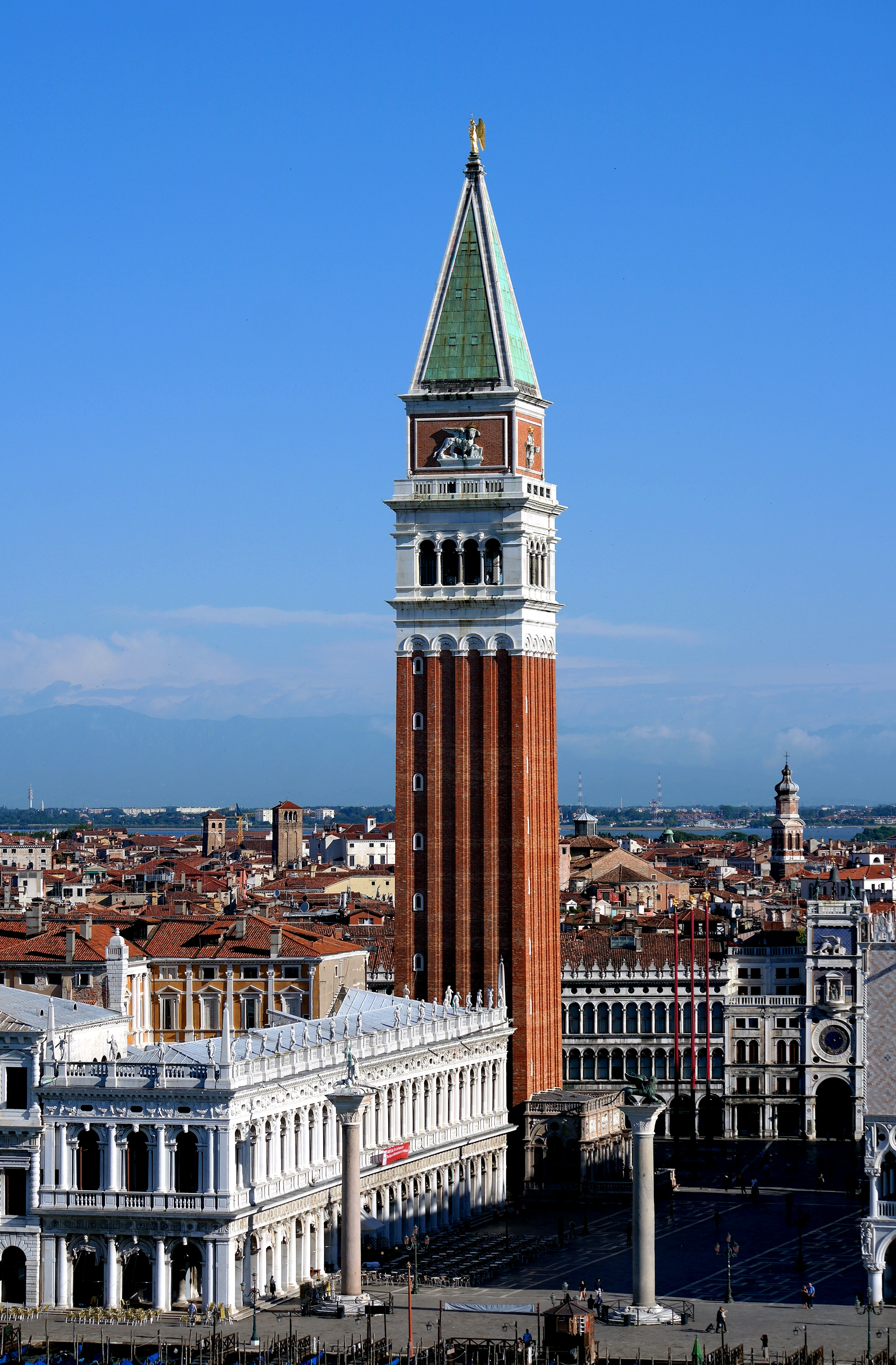
サン・マルコ広場南側の運河から見た鐘楼

サン・マルコの鐘楼（伊: Campanile di San Marco）は、イタリア・ヴェネツィアのサン・マルコ広場にある鐘楼。日本では単に「鐘楼」もしくは「ヴェネツィアの鐘楼」といわれることが多い。ヴェネツィアにある観光名所の中でも特に有名であり街のシンボルとされている。
高さは98.6mあり、サン・マルコ寺院の前の角に単独で建っている。下半分はシンプルなレンガ造りになっており、その上部にアーチ型の鐘架があり中に5つの鐘がある。鐘架の上にはヴェネツィアを象徴する歩行中のライオンと女性の形が象ってあるレンガ造りの壁があり、さらのその上にピラミッド型の尖塔が乗っている。この尖塔の頂上にある金色の像は大天使ガブリエルを模したものである。鐘楼は1514年に現在の形で完成しているが、1902年に崩壊したため現在サン・マルコ広場に建っているのは1912年に再建されたものである。

## 歴史
最初に鐘楼が建てられたのは9世紀のことであり、当時のヴェネツィア共和国総督のピエトロ・トリブーノが現在のサン・マルコ広場の位置にあったドックの見張り台として建設しようとしたものであった。建設は12世紀のドメニコ・モロシーニ総督時代に完了し下部はドゥカーレ宮殿の警護兵のための兵舎の一部としても使用された。
16世紀にこの鐘楼は1489年の火災や1511年の地震による被害を受けたことによる大幅な修復がなされ、Giorgio SpaventoやBartolomeo Bonの指揮の下大理石で出来た鐘架や金箔を張った木製の大天使ガブリエルの彫像が加えられ、1513年7月6日に現在の形の鐘楼として完成した。
その後も改修は続けられ、1653年相次ぐ侵略による火災により損害を受けた鐘楼の補修がバルダッサーレ・ロンゲーナによって行われ、1745年には火災によりひびが入った石細工の落下で数人の死者を出したことから再び大規模な修繕がおこなわれた。そして1776年に塔に新たに避雷針が設置され、1820年には先端の大天使ガブリエルの彫像が新しいものに挿げ替えられた。
しかし1902年7月鐘楼の北側に入ったひびの影響で鐘楼は完全に崩壊した。隣接する兵舎やサンソヴィーノ図書館の一部もこの崩壊の影響で大損害を受けたが、幸い死者は一人も出ずサン・マルコ寺院も被害を免れることができた。議会はその日の晩までに50万リラをこの鐘楼の再建に充てることを決め、将来的に予測される再崩壊を防ぐために塔の内部を強化させることとなった。この再建工事は1912年まで続き、4月25日のサン・マルコの日に新しく開業した。

## 影響
この鐘楼は全世界で塔や高層ビルのデザインに大きな影響を与え、その例としてオーストラリアのブリズベン市庁舎（シティーホール）、ニューヨークのメトロライフタワー、デンバーのダニエルズ＆フィッシャータワーなどが挙げられる。またカリフォルニア大学バークレー校にあるササータワーは「カンパニーレ（イタリア語で鐘楼）」という愛称で親しまれている。
ヴェネツィアをテーマにした大型リゾートホテルで、ラスベガスにあるホテル「ベネチアン」やその姉妹ホテルでマカオにある「ザ・ベネチアン・マカオ」にもこの鐘楼を模した建物がヴェネツィアの象徴として建てられている。
またシカゴ万博から第一次世界大戦までを描いた2006年のトマス・ピンチョンの小説『逆光』にも1902年に起こった鐘楼の崩壊が航空戦の被害という形で登場する。

## 鐘架の鐘
鐘楼の鐘架には5つの鐘が設置されているが、それぞれの鐘は名前がついており違う役割を担っていた。
- The Renghiera:処刑を知らせる。
- The Mezza Terza:上院の開会を宣言する。
- The Nona:正午を知らせる。
- The Trottiera:Maggior Consiglioの議員を招集する。
- The Maragona:労働日の始まりと終わりを知らせる。

## 見学
鐘室までは地上からエレベーターが通じており、8ユーロ（2011年現在）で上ることができる。
鐘室からはヴェネツィアの360度の景観を楽しめるが、時刻によっては見学者の耳元で鐘が鳴り響くことがある。

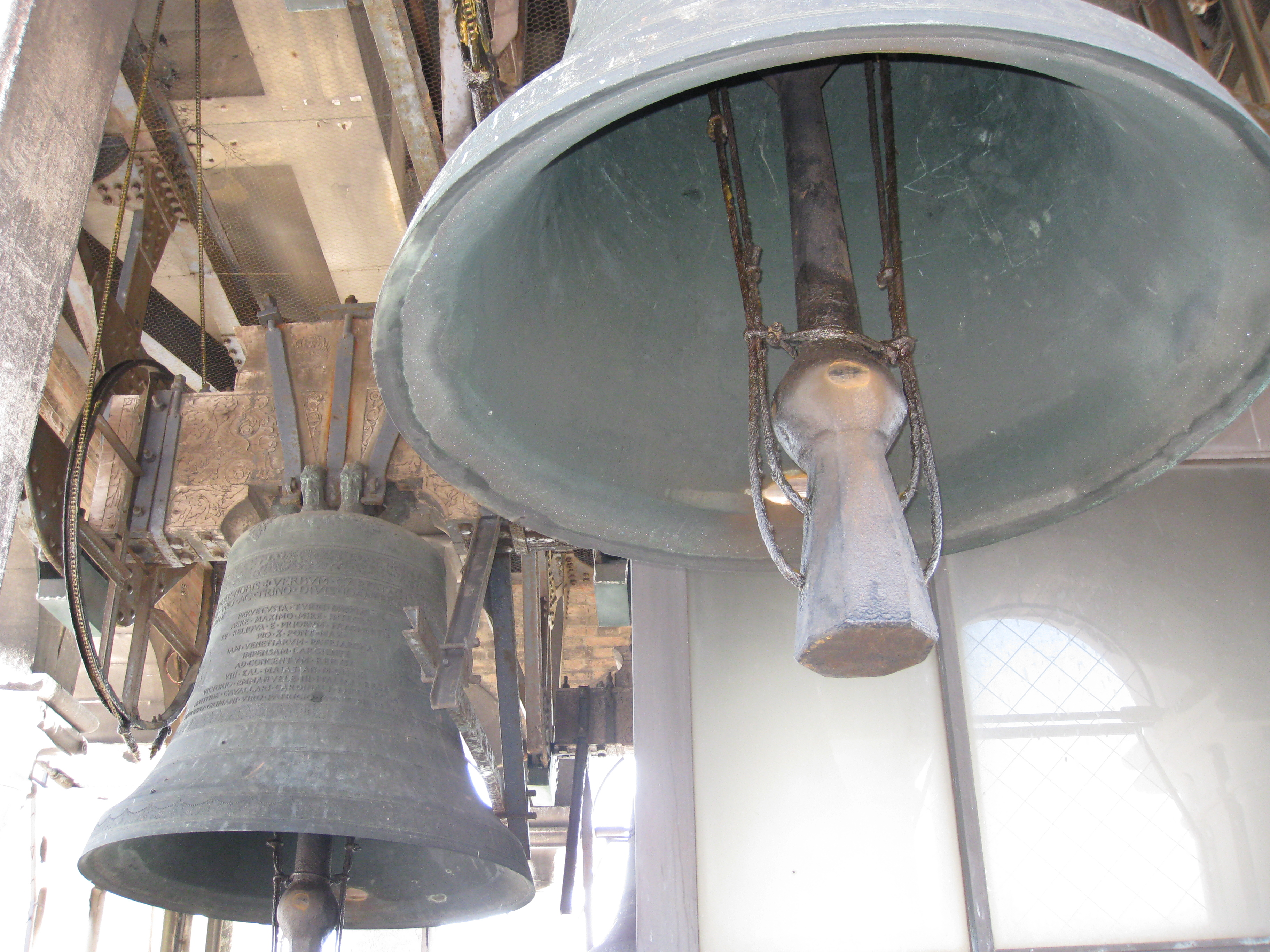
鐘が鳴り響く鐘室
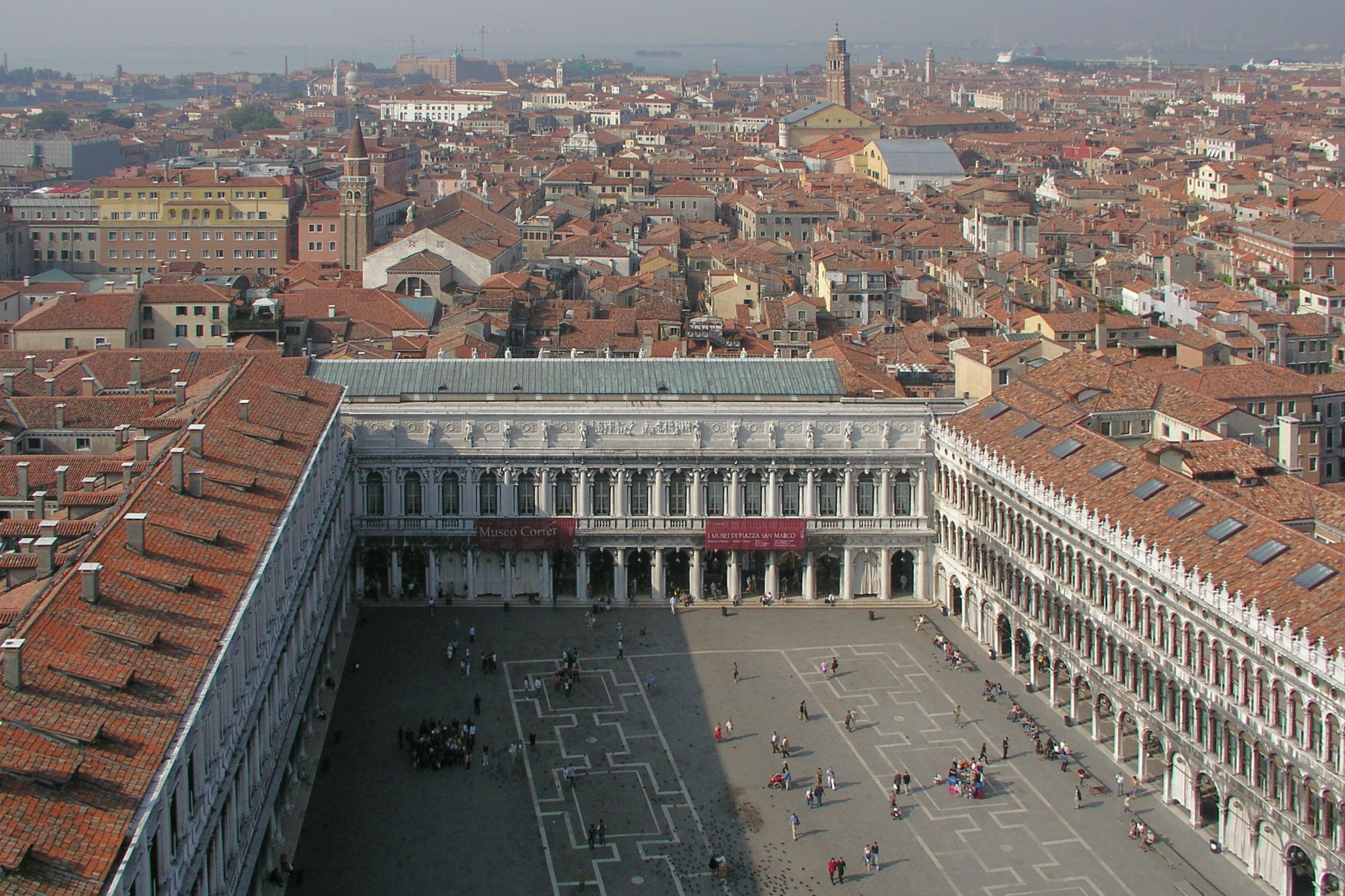
鐘室から見下ろすサン・マルコ広場
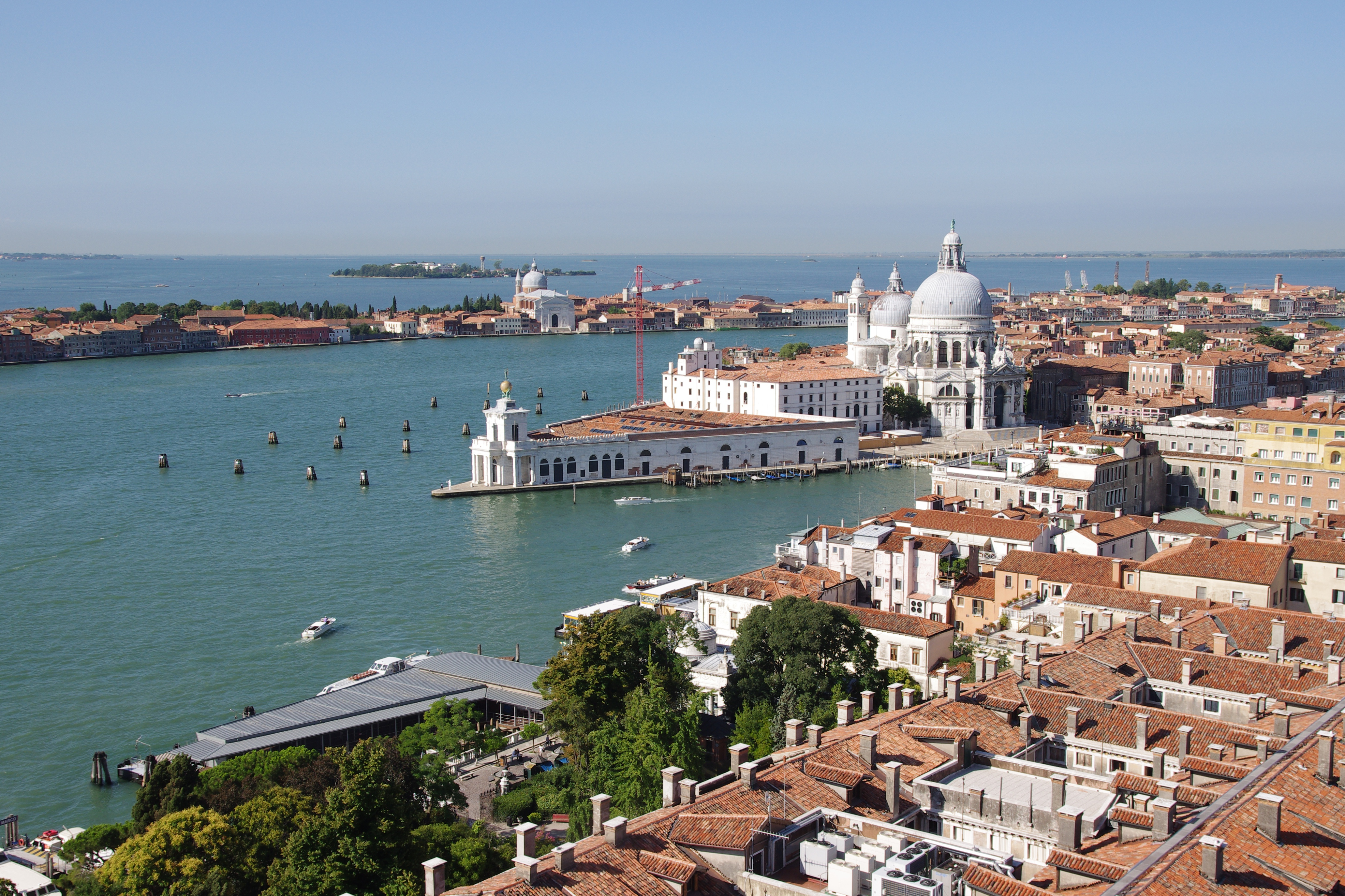
鐘室から見下ろすサンタ・マリア・デッラ・サルーテ聖堂
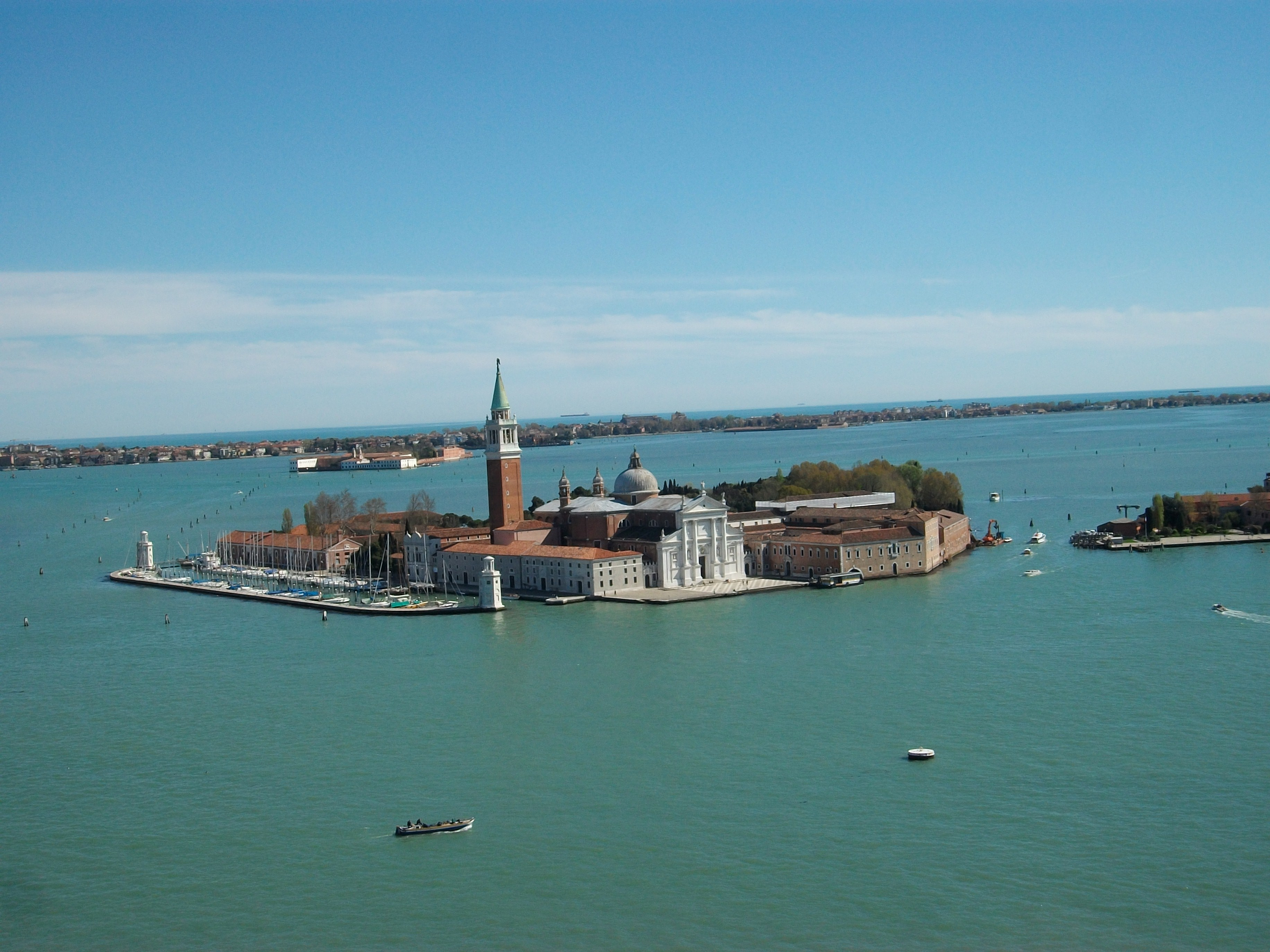
鐘室から見下ろすサン・ジョルジョ・マッジョーレ